# Lithops dinteri
Lithops dinteri Schwantes è una pianta succulenta della famiglia delle Aizoacee, diffusa in Namibia e Sudafrica.

## Etimologia
L'epiteto specifico è un omaggio al botanico tedesco Moritz Kurt Dinter, il quale possedeva una collezione di succulente esotiche che contava oltre 8400 esemplari.

## Descrizione
Le foglie di L.dinteri sono spesse, quasi sempre prive di fusto e crescono in coppie, le quali formano piccoli gruppi. La piccola fessura tra le due foglie ospita, durante la fioritura, un fiore di un color giallo acceso. Il colore della parte superiore delle foglie può essere determinato dal colore del terreno sul quale la pianta cresce: si va dal rosso al crema, passando per il marrone e per il grigio. Talvolta la parte superiore della foglia presenta delle piccole macchie rosse, mentre il lato della foglia è di color verde tendente al viola.

## Distribuzione e habitat
La specie è originaria degli habitat desertici del Sudafrica, dove le precipitazioni sono in media di 484 millimetri annui.